# Merlin Udho
Merlin Udho (1953) is een Guyaans diplomaat. Voor het  VN-Bureau voor Projectondersteunende Diensten (UNOPS) werkte ze in Oekraïne, Bangladesh en Oeganda. Ze was daarna ambassadeur in Suriname en Brazilië.

## Biografie
Merlin Udho studeerde af met een mastergraad in internationaal recht aan de Universiteit van de Vriendschap der Volkeren in Moskou en maakte nog een vervolg in ontwikkelingsstudies aan de universiteit van Guyana. Van 1983 tot 1986 was ze lector internationaal bestuursrecht aan de Anton de Kom Universiteit van Suriname. Van 1998 tot 2005 werkte ze voor het VN-Bureau voor Projectondersteunende Diensten (UNOPS) in Oekraïne (Krim), Bangladesh en Oeganda. Van 2006 tot 2009 werkte ze als programmadirecteur voor de Guyaanse overheid.
In 2009 werd ze benoemd tot ambassadeur in Suriname; ze overhandigde haar geloofsbrieven op 23 november van dat jaar. Hiermee volgde ze Karshanjee Arjun op die veertien jaar lang op deze post had gediend. Bij haar vertrek in februari 2012 werd ze onderscheiden met het grootlint in de Ere-Orde van de Palm.
In september 2012 trad ze aan als ambassadeur in Brazilië. Ze was in deze periode tevens niet-ingezeten ambassadeur voor Argentinië, Chili en Paraguay en diende hier tot 2015.